# Medaille „100 Jahre Staatliche Universität Baku (1919–2019)“

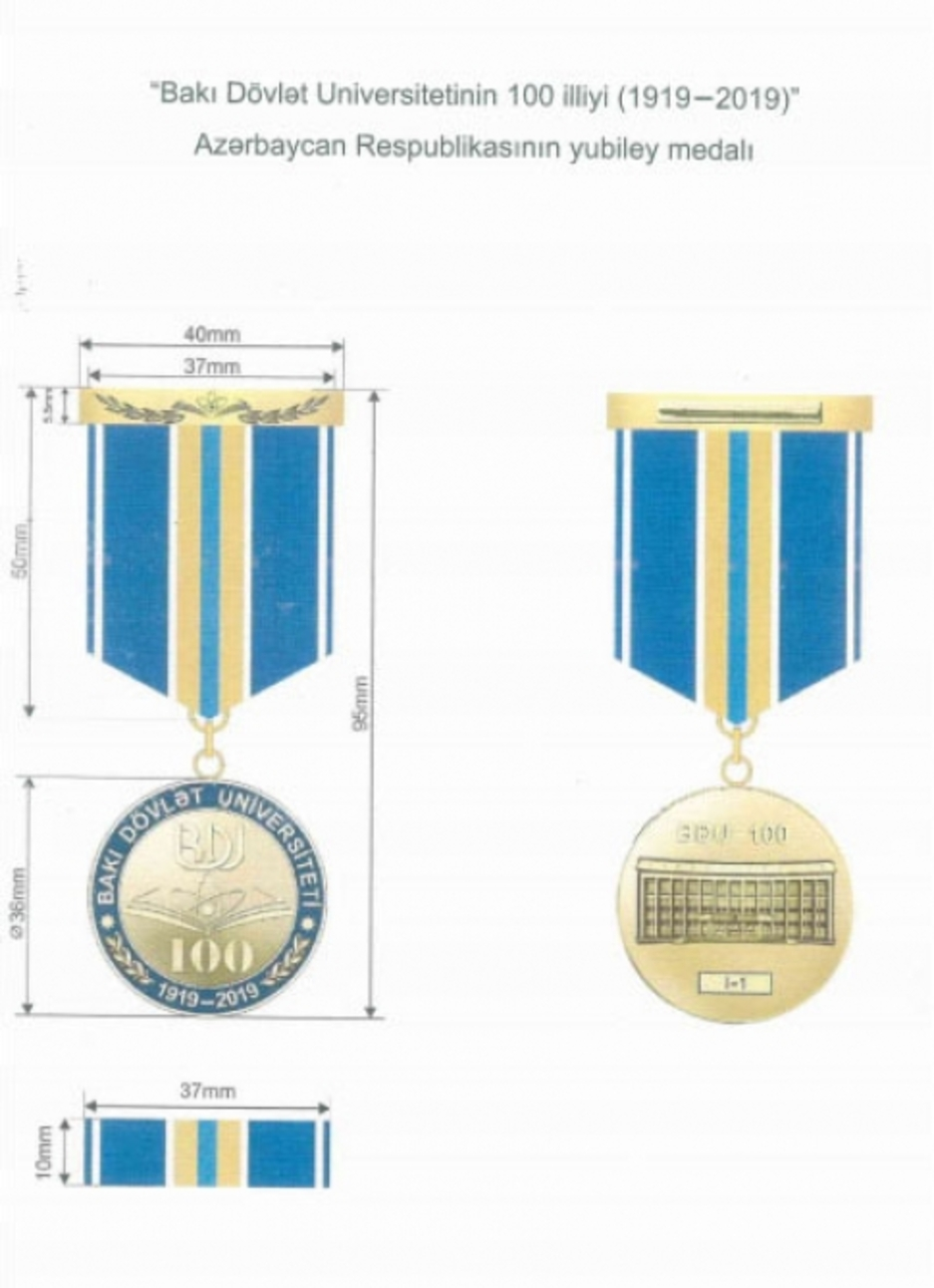
Medaille zum 100. Jahrestag Jubiläum der Staatlichen Universität Baku

Die Medaille „100 Jahre Staatliche Universität Baku (1919–2019)“ (aserbaidschanisch: Bakı Dövlət Universitetinin 100 illiyi (1919–2019)” Azərbaycan Respublikasının yubiley medalı) ist eine staatliche Auszeichnung Aserbaidschans, die dem 100. Jahrestag der Gründung der Staatlichen Universität Baku gewidmet ist. Die Auszeichnung wurde am 22. Oktober 2019 gemäß den Änderungen des „Gesetzes zur Errichtung von Orden und Medaillen Aserbaidschans“ gestiftet.

## Auszeichnungsbeschreibung
Die Medaille „100 Jahre Baku State University (1919–2019)“ ist eine kreisförmige Plakette mit einem Durchmesser von 36 mm. Die Plakette besteht aus Bronze, die von einer goldenen Oberfläche bedeckt ist. Die Vorderseite der Medaille ist mit zwei Kreisen konturiert. „Baku State University“ ist entlang des oberen Bogens zwischen dem äußeren und inneren Kreis eingeschrieben, und „1919-2019“ steht auf dem unteren Bogen. Auf der linken und rechten Seite der Inschrift befindet sich ein achteckiger Stern. Kränze mit Ohren sind auf der linken und rechten Seite des „1919-2019“ entlang des unteren Bogens eingeschrieben. In der Mitte des inneren Kreises der Medaille befindet sich eine Kombination aus einem Buch (als Symbol für Bildung) und einer Atombeschreibung (als Symbol für Wissenschaft). „BDU“ (Abkürzung für Baku State University (BSU) auf Aserbaidschanisch) ist über der Buch-Atom-Komposition eingraviert, während „100“ unter der Komposition steht.
Der achteckige Stern, der Umriss des Kreises, das Atom und die Buchbilder, die Worte und Zahlen, das „BSU“-Logo und die Kränze sind goldfarben. Zwischen den beiden Kreisen ist der Bogen dunkelblau, der Hintergrund des inneren Kreises ist golden.
Im oberen Teil der Rückseite der Medaille sind die Worte „BDU-100“ eingelassen, außerdem ist mittig die Skizze des Hauptgebäudes der BSU eingraviert.[1]

### Elemente der Medaille
Die runde Plakette ist an dem fünfzackigen Moiré-Band befestigt, auf dem die Farben dunkelblau, weiß und goldene vertikale Streifen abgebildet sind. Eine rechteckige Bronzeplatte von 37 mm × 5,5 mm mit der Zusammensetzung eines Buches und einer atomaren Beschreibung sowie den Kränzen ist oben am gestreiften Band befestigt. Die Platte ist mit einer goldenen Schicht bedeckt.

## Kriterien für die Vergabe
Die Jubiläumsmedaille wird verliehen an:
BSU-Mitarbeiter, Alumni, Veteranen, die
- herausragende Leistungen in Wissenschaft und Bildung erworben haben
- haben maßgeblich zur Entwicklung der Wissenschafts- und Bildungsbereiche beigetragen
- sind aktiv an der soziokulturellen Entwicklung beteiligt

Die Bürger Aserbaidschans, Ausländer und Staatenlose, die
- haben besondere Dienste bei der Umsetzung der staatlichen Politik auf dem Gebiet der Wissenschaft, Bildung und internationalen Zusammenarbeit
- haben besondere Dienste im Fortschritt der BSU.[3]

## Vergabestelle
Die Vergabestelle wird gemäß Artikel 23 Absatz 23 (Befugnisse des Präsidenten) der Verfassung von Aserbaidschan definiert. Der Bildungsminister von Aserbaidschan wurde ermächtigt, die Jubiläumsmedaille auf der Grundlage des Präsidialerlasses vom 22. Oktober 2019 zu verleihen.
Der aserbaidschanische Bildungsminister Jeyhun Bayramov zeichnete am 25. November 2019 113 akademische Mitarbeiter der Baku State University aus.

## Die Art zu tragen
Diese Medaille wird auf der linken Seite der Brust getragen. Wenn es andere Orden und Medaillen Aserbaidschans gibt, wird sie danach platziert.